# Opstand van Zorg en Hoop
De opstand van Zorg en Hoop verwijst naar de opstand op 24 september 1884 van Hindoestaanse contractarbeiders op de suikerrietplantage Zorg en Hoop aan de Beneden-Commewijne in Suriname. Vier opstandelingen brachten de opzichter ernstige verwondingen toe. Toen de arbeiders de daders niet wilden overdragen aan de politie werden er vijftig militairen bij gehaald. De situatie escaleerde en had op 26 september zeven doden tot gevolg.

## Suikercrisis van 1884
In 1884 bevond de wereld zich in een suikercrisis die werd veroorzaakt door de toename van concurrentie op de wereldmarkt. Terwijl contractarbeiders in Suriname al vaker hadden geklaagd dat het werk te zwaar was en de betaling te laag, reageerden sommige planters op de crisis door de lonen te verlagen en het werktempo op te voeren.
Zoelen was een suikerplantage waar de onvrede op 5 september 1884 ontaardde in incidenten. Hierbij werd districtscommissaris (dc) Jessurun van Beneden-Commewijne tijdens zijn bezoek met stokken in elkaar geslagen nadat hij zich aan de zijde van de directeur had geschaard. Een militair detachement nam Zoelen hierna in en voerde de leiders weg.

## Opstand voor meer loon
Zorg en Hoop was eveneens een suikerplantage en was in eigendom van A. Pearson and Co. die drie- tot vierhonderd arbeiders onder contract had. Robert Knott was een van de opzichters en werd gehaat door de arbeiders omdat hij vaak commentaar had op het werk en wilde dat er harder gewerkt werd. Een massa arbeiders beklaagde zich op 24 september 1884 over het lage loon en zware werk. Vier van hen gingen Knott te lijf en lieten hem ernstig gewond achter.
De districtscommissaris ging hierna met een brigadier en acht agenten naar de koelielines (woningen van de arbeiders) om de daders op te pakken. Hier werden ze opgewacht door rond de honderd arbeiders onder aanvoering van Ramjanee Challoo, bewapend met houwers en stokken. Uit angst voor de dreiging bracht de dc alleen de boodschap over dat de daders binnen 24 uur overgedragen dienden te worden. Vervolgens ging hij naar Paramaribo en keerde op 26 september terug met luitenant Van Pesch en vijftig militairen om te helpen bij de arrestatie.
Eenmaal in de buurt van de koelielines begonnen de militairen te drummen met het doel om te intimideren. Het maakte geen indruk en ze kregen als reactie terug: Awa, himat hai to awa (Kom maar als je moed hebt). Janey Tetary, een moeder met een eigen baby en een adoptiekind, werd door Ramjanee Challoo gemobiliseerd om een groep vrouwen leiding te geven. Ze weken niet voor de waarschuwingen in het Sarnami Hindoestani om de situatie zonder geweld op te lossen en de daders over te dragen. Toen de militairen de koelielinies binnentrokken werden ze door de vrouwen bekogeld met modderkluiten, stenen en flessen. Hierdoor geschrokken zouden ze volgens de officiële verslagen zijn gaan schieten. De confrontatie mondde uit in zeven doden: zes mannen en Tetary. Ook vielen er gewonden. Dertig opstandelingen werden gearresteerden, zestien van hen niet opgesloten.
Ramjanee Challoo sprong in de Commewijne maar werd alsnog opgepakt. Zijn contract liep af in 1886.

## Monumenten
Twee monumenten in Paramaribo herinneren aan de gebeurtenissen in Zoelen en Zorg en Hoop.
Op 24 september 2017 werd een standbeeld van Janey Tetary onthuld. Zij had de vrouwen geleid in Zorg en Hoop en kwam om het leven.
Op 5 juni 2023 werd de beeldengroep van Mathoora, Ramjanee en Rajgaroo onthuld. Mathoora Ajoodha was een van de gevangenen, omdat hij in Zoelen de opzichter en de dc had geslagen. Ramjanee Challoo wordt gezien als de leider van de opstand van Zorg en Hoop. Rajgaroo Jumpa was een van de opstandelingen in Zorg en Hoop die het leven verloor.